# デヴィッド・パルフィー
デヴィッド・パルフィー（David Palffy、1969年3月5日 - ）は、カナダの俳優。

## 出演作品
- STAG　スタッグ（マルセル）
- ブレイド　ブラッド・オブ・カソン
- エイリアン・シューター
- チャーリーズエンジェルストーリー（テリー・サヴァラス）
- ハウス・オブ・ザ・デッド（セルマーノ）
- 淑女にノックアウト！
- サバイバル・ゾーン